# Youssef Bouchtta
Youssef Bouchtta (arab. يوسف بوشتة, ur. 19 lipca 1990 w Tetuanie) – marokański piłkarz, grający jako prawy obrońca w Chabab Atlas Khénifra.

## Klub

### Moghreb Tétouan
Zaczynał karierę w Moghrebie Tétouan. Grał tam w rezerwach do 2010 roku.
W sezonie 2011/2012 (pierwszym w bazie Transfermarkt) zagrał 11 meczów. Został mistrzem Maroka.
W sezonie 2012/2013 rozegrał 19 spotkań i dwukrotnie asystował. 
Sezon 2013/2014 zakończył z jednym meczem i ponownym mistrzostwem Maroka.
W sezonie 2014/2015 zagrał 19 meczów i dwa razy asystował.
W sezonie 2015/2016 zagrał jedno spotkanie.

### Mouloudia Wadżda
1 lipca 2016 roku został zawodnikiem Mouloudii Wadżda.

### Chabab Rif Al Hoceima
10 lipca 2017 roku dołączył do Chabab Rif Al Hoceima. W tym zespole zadebiutował 9 września 2017 roku w meczu przeciwko Hassania Agadir (1:1). Zagrał cały mecz. Pierwszą asystę zaliczył 5 listopada 2017 roku w meczu przeciwko Difaâ El Jadida (2:2). Asystował przy bramce Mohameda Saidiego w 66. minucie. Łącznie zagrał 24 mecze i trzykrotnie asystował.

### Powrót do Moghrebu
16 lipca 2018 roku powrócił do Tetuanu. Ponownie zadebiutował tam 26 sierpnia 2018 roku w meczu przeciwko Olympique Khouribga (porażka 2:1). Zagrał całe spotkanie. Po powrocie zagrał 33 mecze i strzelił gola.

### Dalsza kariera
22 stycznia 2021 roku podpisał kontrakt z Kawkabem Marrakesz. 17 sierpnia 2021 roku został zawodnikiem Renaissance Zemamra. 1 stycznia 2022 roku podpisał kontrakt z Chababem Atlas Khénifra.